# Highlander: Endgame
Highlander: Endgame ist ein US-amerikanischer Film des Regisseurs Douglas Aarniokoski aus dem Jahr 2000. Der Film startete am 8. Februar 2001 in den deutschen Kinos.

## Handlung
Der Film beginnt in New York, wo sich der Unsterbliche Connor MacLeod auf dem Weg zu seinem Antiquitätengeschäft befindet. Dort will er Rachel treffen, die das Geschäft für ihn führt. Bei einer Explosion kommt Rachel ums Leben. Diesen Verlust kann Connor nur schwer überwinden und stellt sich dem Refugium zur Verfügung, einem Zufluchtsort, an dem Unsterbliche zurückgezogen von der restlichen Welt existieren können. Dieses befindet sich auf heiligem Boden, so dass kein Unsterblicher einen anderen herausfordern kann, und wird von „den Beobachtern“ betrieben.
Doch ein Unsterblicher namens Jacob Kell, der noch eine alte Rechnung mit Connor begleichen will, zerstört das Refugium, verschont aber Connor. Die Beobachter wollen das Refugium weiterführen, sehen in Connors Vetter Duncan MacLeod einen neuen Freiwilligen und entführen ihn. Freunde befreien ihn schließlich, und Duncan begibt sich auf die Suche nach Connor, der ihn einst ausgebildet hat. Schließlich findet er ihn und lernt auch Kell und seine Horde junger Unsterblicher kennen: Jacob Kell ist einer der gefährlichsten Unsterblichen und kann über 600 Enthauptungen vorweisen; hierdurch ging die Macht der Getöteten auf ihn über. Connor und Duncan müssen sich ihm stellen.
Nachdem Jacob Kell seine Anhänger getötet hat und so noch stärker geworden ist, müssen die Freunde Duncan und Connor gegeneinander antreten, damit der Überlebende dieses Kampfes den Geist und die Kraft des anderen in sich aufsaugen und es so mit Kell aufnehmen kann. Äußerst widerwillig enthauptet Duncan Connor. Mit der neu gewonnenen Kraft gelingt es ihm, Kell im finalen Kampf zu besiegen.

## Kritiken
„Vierter, uninspirierter Aufguss des Fantasy-Kultfilms von 1986, der den Hauptdarsteller der Kinoreihe mit dem Helden des gleichnamigen Fernsehablegers vereint. Der Versuch, durch zahlreiche Rückblenden und Zitate unterschiedliche Zielgruppen zu bedienen, führt zu logischen Brüchen, die ‚Highlander‘-Laien unter den Zuschauern verwirren und echte Fans verärgern.“

## Besonderheiten
Der Film Highlander: Endgame verbindet die Fernsehserie Highlander mit der Kinofilm-Reihe, wobei er dem ersten Kinofilm widerspricht, da Connor hier stirbt und somit nicht den „Preis“ erhalten kann. Elemente der Serie hielten mit diesem Film Einzug auf der großen Leinwand. Es wurden z. B. die Beobachter eingefügt und Duncan MacLeod ist wie im Pilotfilm der Serie mit Connor MacLeod zu sehen.
Der vierte Highlander-Film bezieht sich im Gegensatz zum zweiten und dritten stärker auf den ersten Kinofilm Highlander – Es kann nur einen geben, denn mit den Rollen Heather und Rachel erscheinen hier zwei Charaktere des Ursprungsfilms.
Alle Namen der Antagonisten aus den Highlanderfilmen beginnen mit einem „K“: Kurgan, Katana, Kane und Kell.
Von dem Film existiert ein Producer's Cut, der länger ist als die Kinofassung sowie mehrere neue und einige veränderte Szenen enthält.